# Halkurke, Tiptur
Halkurke là một làng thuộc tehsil Tiptur, huyện Tumkur, bang Karnataka, Ấn Độ.